# Begin Again
"Begin Again" är en sång inspelad av den amerikanska sångerskan Taylor Swift. Den skrevs av Swift. Sången var först bara påtänkt att släppas för att marknadsföra Swift's fjärde studioalbum Red, men sången utnämndes senare som den andra singeln från albumet.

## Bakgrund
Swift förklarade att sången handlar om "när du kommit ur ett riktigt dåligt förhållande och kan äntligen damma av dig själv och gå på den första dejten efter ett hemskt uppbrott". En förhandslyssning av sången släpptes via Good Morning America den 24 september 2012, medan den släpptes digitalt via iTunes dagen efter.

## Musikvideo

### Bakgrund
Musikvideon började spelas in den 30 september 2012 i Paris. Den officiella musikvideon hade premiär på Swift's VEVO-konto den 24 oktober 2012, två dagar efter albumet Red släpptes. Swift beskrev videon som ett "kärleksbrev till Paris," och förklarade även följande, 
| ” | Det handlar bara om staden och den här historien om någon som går vidare i livet och försöker finna sig själv igen. | „ |

## Topplistor
| Lista (2012)                      | Topplacering |
| --------------------------------- | ------------ |
| Australien (ARIA)                 | 20           |
| Kanada (Canadian Hot 100)         | 4            |
| Irland (IRMA)                     | 25           |
| Nya Zeeland (RIANZ)               | 11           |
| Storbritannien (UK Singles Chart) | 30           |
| USA (Billboard Hot 100)           | 7            |
| USA (Country Songs)               | 10           |